# Laqueus rubellus
Laqueus rubellus är en armfotingsart som först beskrevs av Sowerby 1846.  Laqueus rubellus ingår i släktet Laqueus och familjen Laqueidae. Inga underarter finns listade i Catalogue of Life.

## Bildgalleri

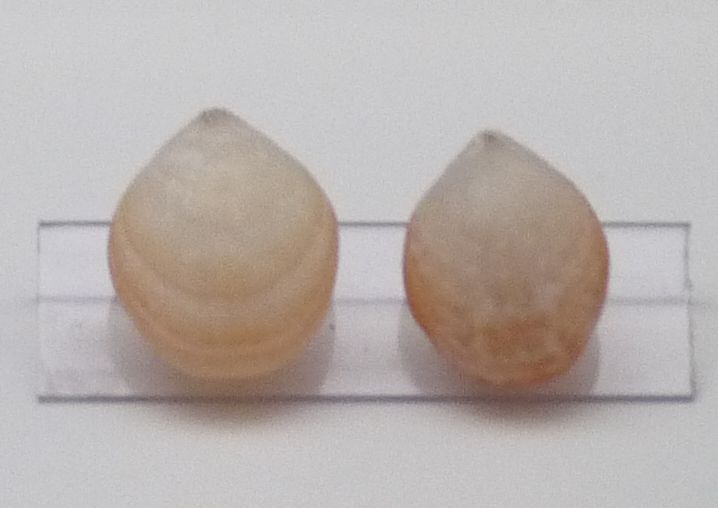